# Joanna Mary Boyce
Joanna Mary Boyce (Londra, 7 dicembre 1831 – 15 luglio 1861) è stata una pittrice inglese appartenente al movimento dei preraffaelliti.
È nota per i suoi ritratti, anche se si distinse ugualmente nella pittura dei paesaggi e delle scene di genere.

## Biografia
Joanna Mary Boyce (spesso citata col nome di Joanna Mary Wells, dal cognome del marito) nacque nel centralissimo quartiere londinese di Maida Hill.  Era figlia di George Boyce, ex vinaio divenuto poi titolare di un banco dei pegni, e di sua moglie Anna. Il fratello maggiore, George Price Boyce, nato nel 1826, fu anche lui un pittore, specializzato nell'acquarello e paesaggista. 
A 18 anni Joanna entrò nella "Cary's art academy", diretta da Francis Stephen Cary. Studiò poi con James Mathews Leigh nella scuola che questi aveva aperto in Newman Street a Londra. In quegli anni la nascita e la diffusione del movimento preraffaellita la influenzarono molto e ne orientarono per sempre l'espressione pittorica. Nel 1855, espose il suo primo quadro, una testa a grandezza naturale, alla Royal Academy of Arts e nello stesso anno si recò a Parigi, dove seguì i corsi per donne nell'atelier del pittore storico Thomas Couture. 
Nel 1851, Joanna Boyce incontrò Henry Tanworth Wells, pittore ritrattista e miniaturista, anche lui di impostazione preraffaellita e che in seguito entrò nella Royal Academy. Quattro anni dopo Wells le chiese di sposarlo. Joanna respinse la proposta poiché «non desiderava assumersi le incombenze e le responsabilità di una vita matrimoniale e preferiva restare libera per dedicarsi alla pittura, che era il lavoro della sua vita»..
 Henry Wells insistette e Joanna finì per cedere. Si fidanzarono, ma ella continuò a nutrire dei forti scrupoli e rifiutò di giungere alle nozze. Sua madre Anna, che era stata all'inizio favorevole, cambiò parere su Wells e disapprovò anche lei quella unione che per un certo tempo sembrò compromessa, ma James e Joanna continuarono a scriversi..
Nel 1857 Joanna soggiornò in Italia e il 9 dicembre convolò a nozze con Henry Tanworth Wells a Roma. Prima di rientrare in Inghilterra dipinse la maggior parte del suo quadro The Boys' Crusade, che espose poi alla Royal Academy nel 1859. A questa mostra ne seguirono molte altre, sempre all'Accademia reale, in particolare i quadri: The Outcasts, The Heather-Gatherers, Do I like Butter?, La Veneziana, Peep-Bo! e ancora A Bird of God, il suo ultimo lavoro, ch'ella lasciò terminato sul cavalletto il giorno prima di morire.
 
Joanna Mary Boyce morì infatti di parto, dopo aver dato alla luce la sua terza figlia: la piccola Joanna Margaret, il 15 luglio 1861, all'età di 30 anni. 
Dante Gabriel Rossetti, nel suo necrologio, la definì "donna meravigliosamente dotata" e si dolse che una morte prematura avesse interrotto la sua splendida carriera. In un altro commento alla sua morte Joanna fu qualificata "un genio".

## Galleria d'immagini

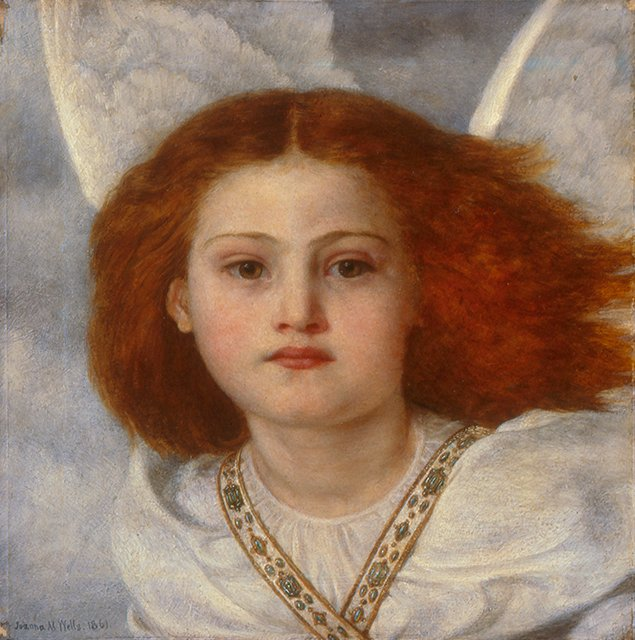
Un uccellino di Dio
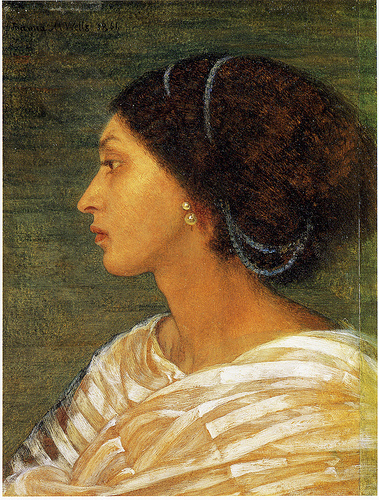
Ritratto di Mrs. Edwards
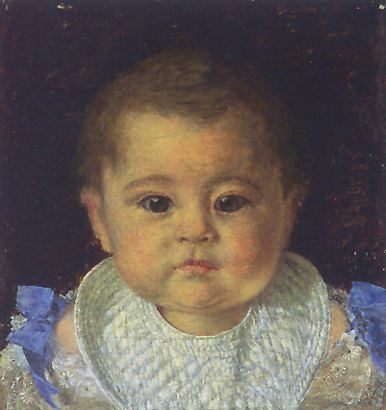
Ritratto di Sidney Wells
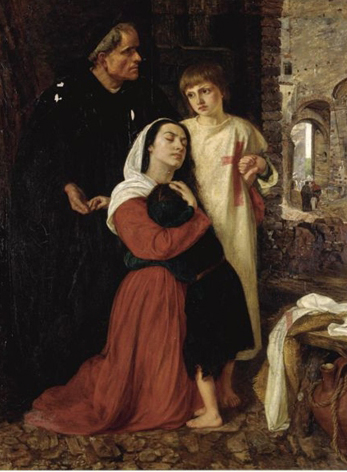
La partenza
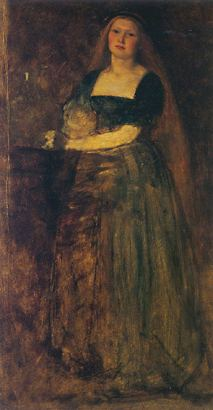
Gretchen (incompiuto)